# Carrer de la Cruera
El carrer de la Croera és un carrer de Tortosa (Baix Ebre) inclòs a l'Inventari del Patrimoni Arquitectònic de Catalunya. És un carrer força representatiu, que va del carrer de la Ciutat al de la Costa de Capellans. A través de carrers secundaris comunica amb la plaça de la Cinta, el claustre catedralici -per la porta de Palau- i el riu Ebre. Al llarg del temps ha estat modificat i té un traçat irregular, en forma de corba. Al primer tram, el més meridional, hi donaven habitatges plurifamiliars, construïts en els segles XIX i XX, mentre que en el segon tram, a la banda est, es va construir, a partir del segle xiv, la catedral de Santa Maria salvant el desnivell del carrer mitjançant una escalinata. A la banda oest hi ha el palau episcopal, i la casa del Vicariat. A continuació hi havia nou habitatges plurifamiliars, enfrontats a la catedral que van ser enderrocats l'estiu de l'any 2015.
El seu traçat podria correspondre, junt amb el carrer de la Ciutat, a l'antic cardo romà, que aniria de l'actual carrer del Bisbe Aznar fins a la costa de Capellans. Just al lloc on es comuniquen els carrers de la Croera i de la Ciutat (els Quatre cantons) és on es creuaria amb el decumanus. En un principi és possible que existís algun tipus d'arcada al lloc on començava el carrer, ja que es conserva una nota del 1394 en la qual s'expressa la intenció d'enderrocar les arcades del «cap de la Croera». Es troba documentat amb aquest nom des del s. XIV. Abans de la construcció de l'actual catedral i del palau episcopal, s'hi trobaven també els corresponents edificis del segle xii, que són evidents encara a la contigua placeta del Palau, on hi ha les restes d'aquest darrer. A la banda oposada a l'actual catedral fins al s. XIX hi va haver un cementiri, el fossar de Santa Anna (s. XVIII). En l'actualitat aquest espai és un jaciment arqueològic de gran interès.

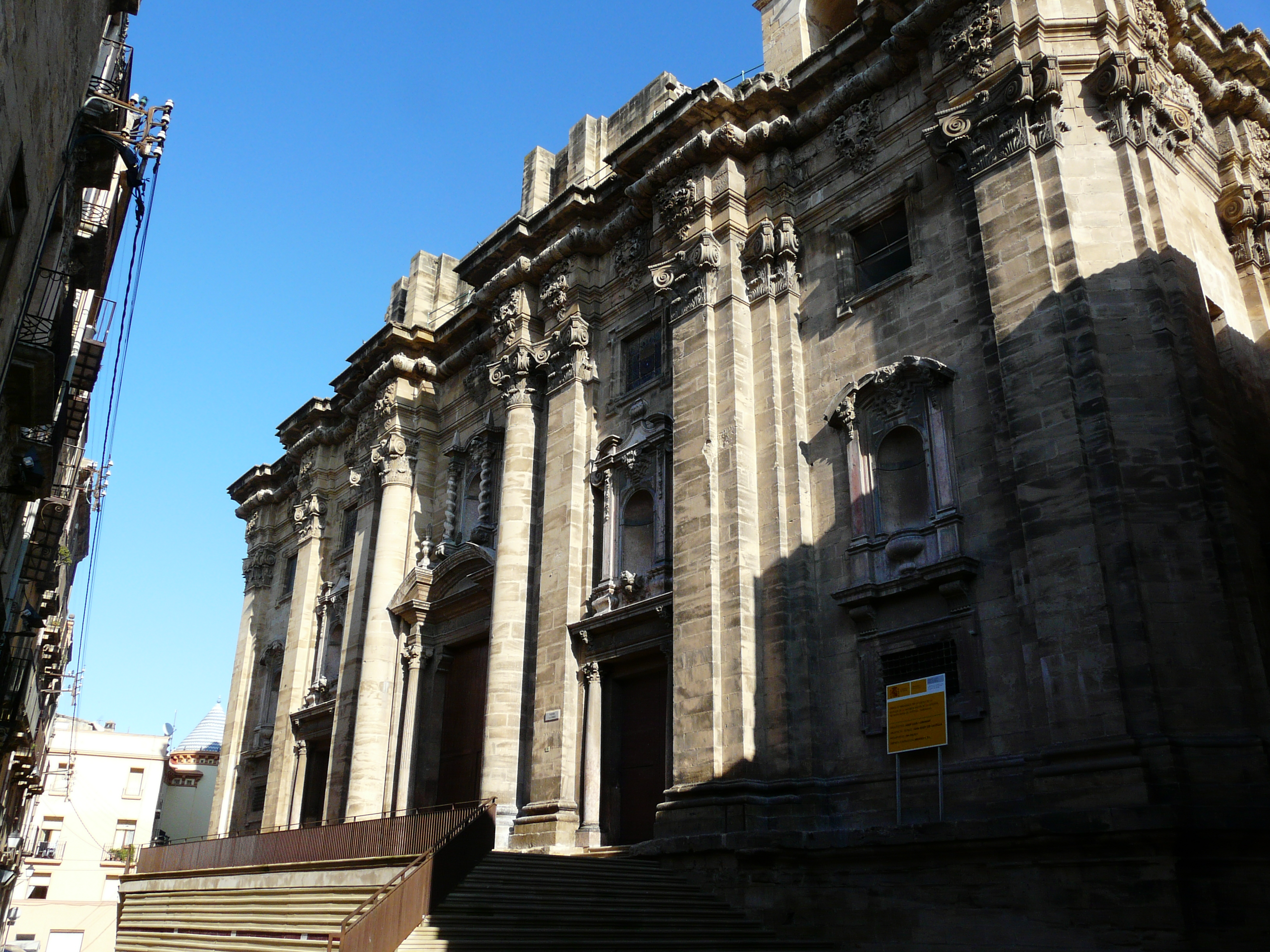
Catedral de Santa Maria (costat est del carrer).
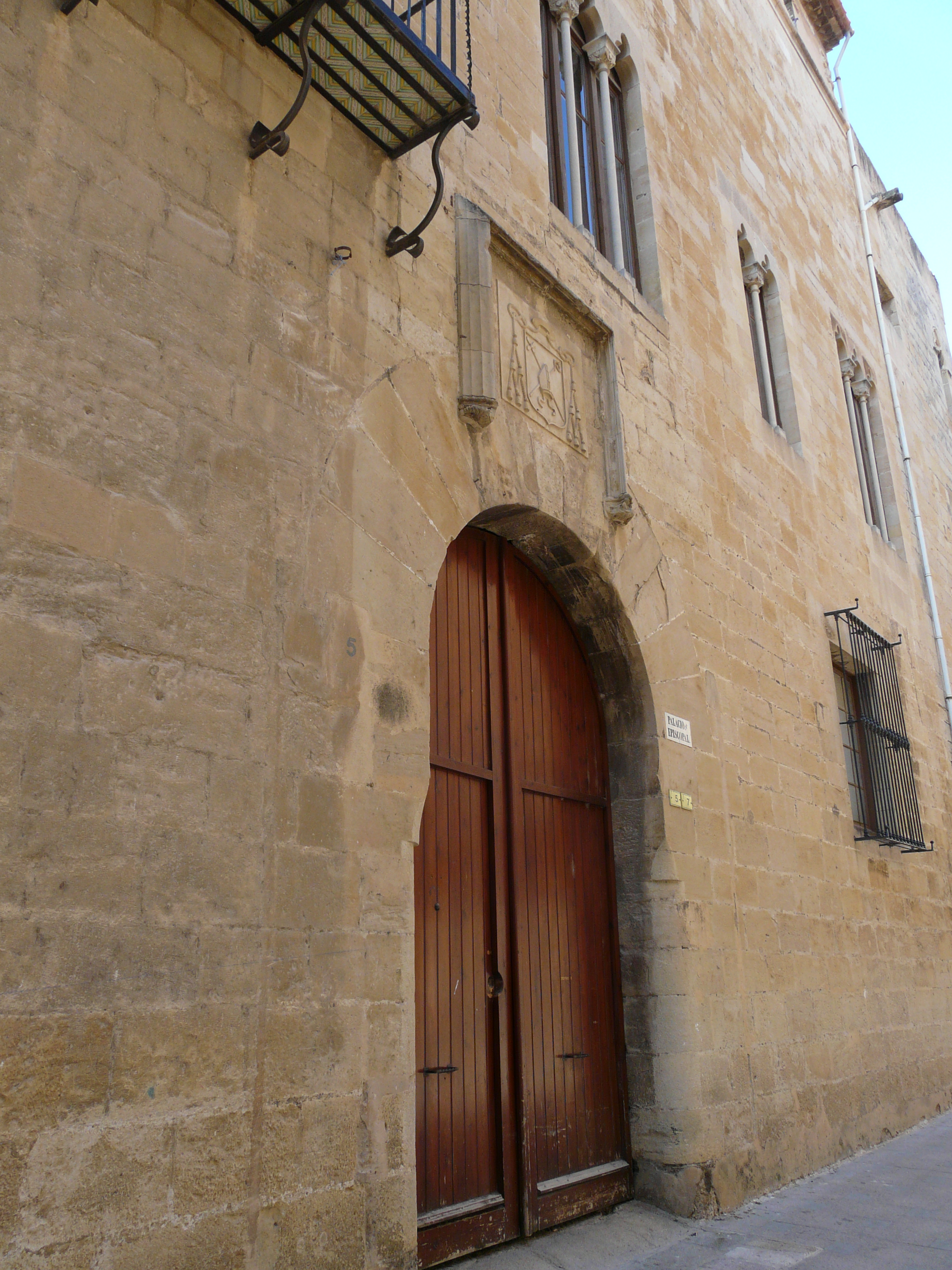
Palau Episcopal (carrer de la Croera, 5).
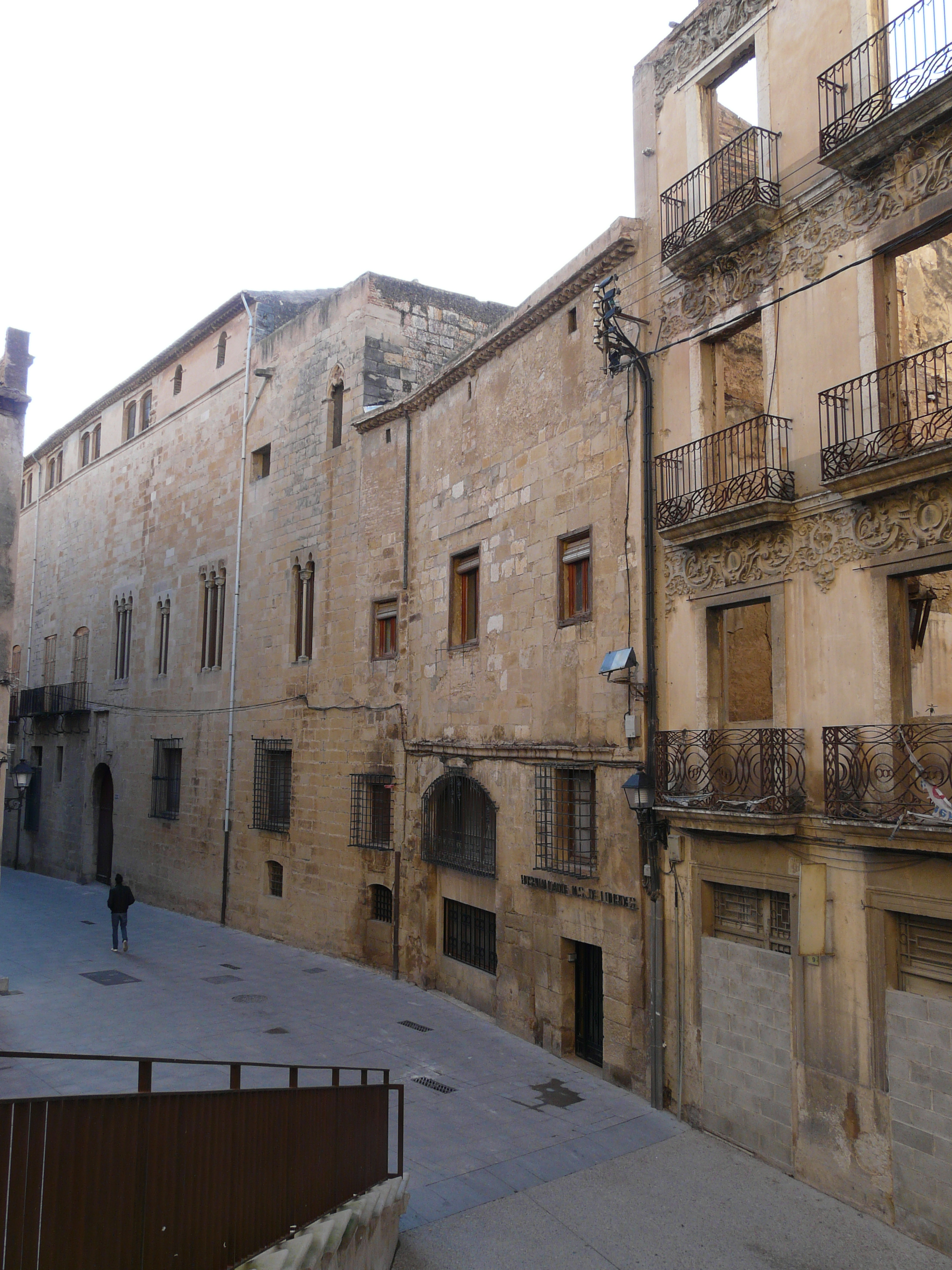
Casa del Vicariat (al costat nord del Palau Episcopal).
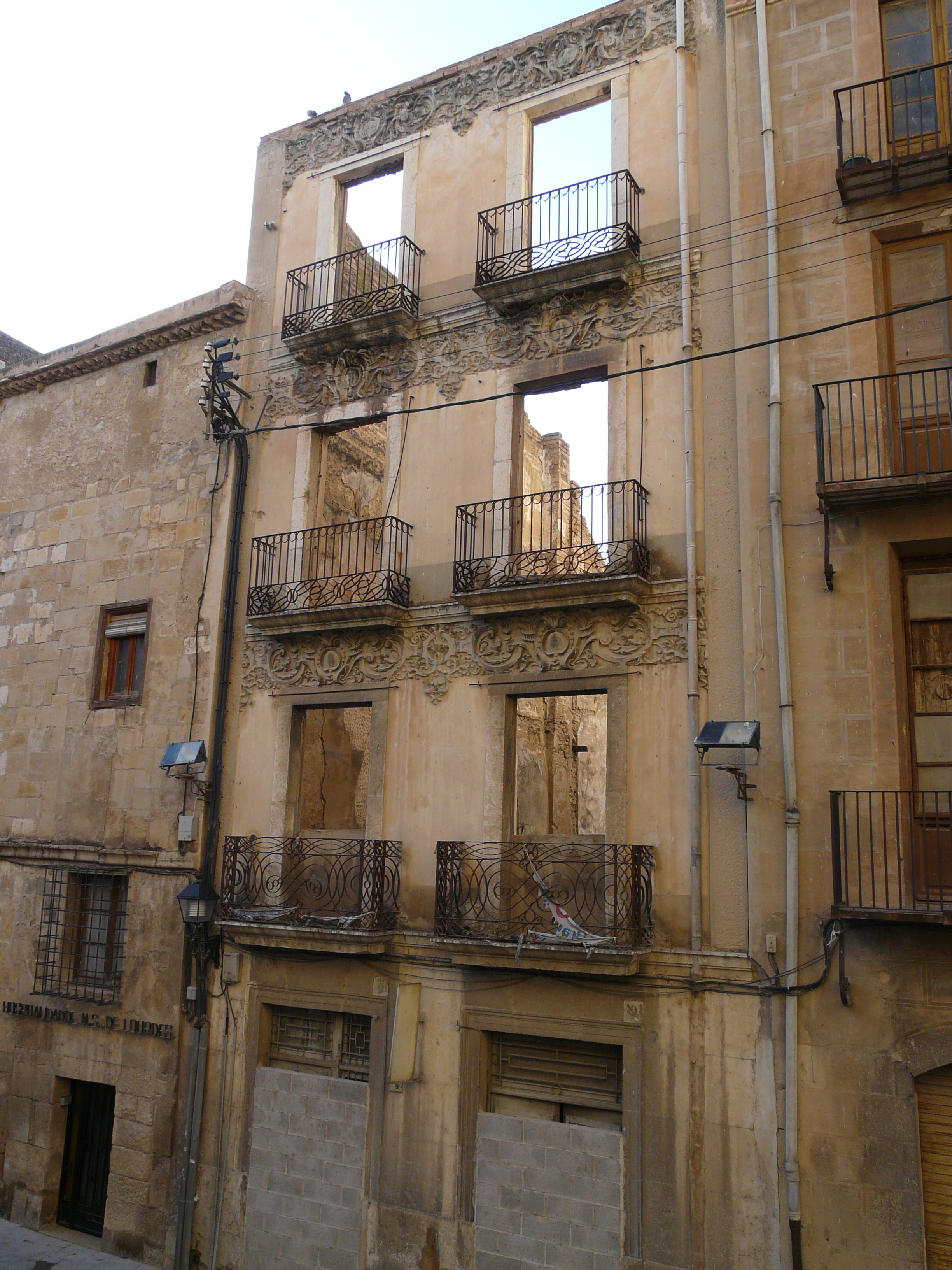
Casa Blasco (carrer Croera, 9; desapareguda).
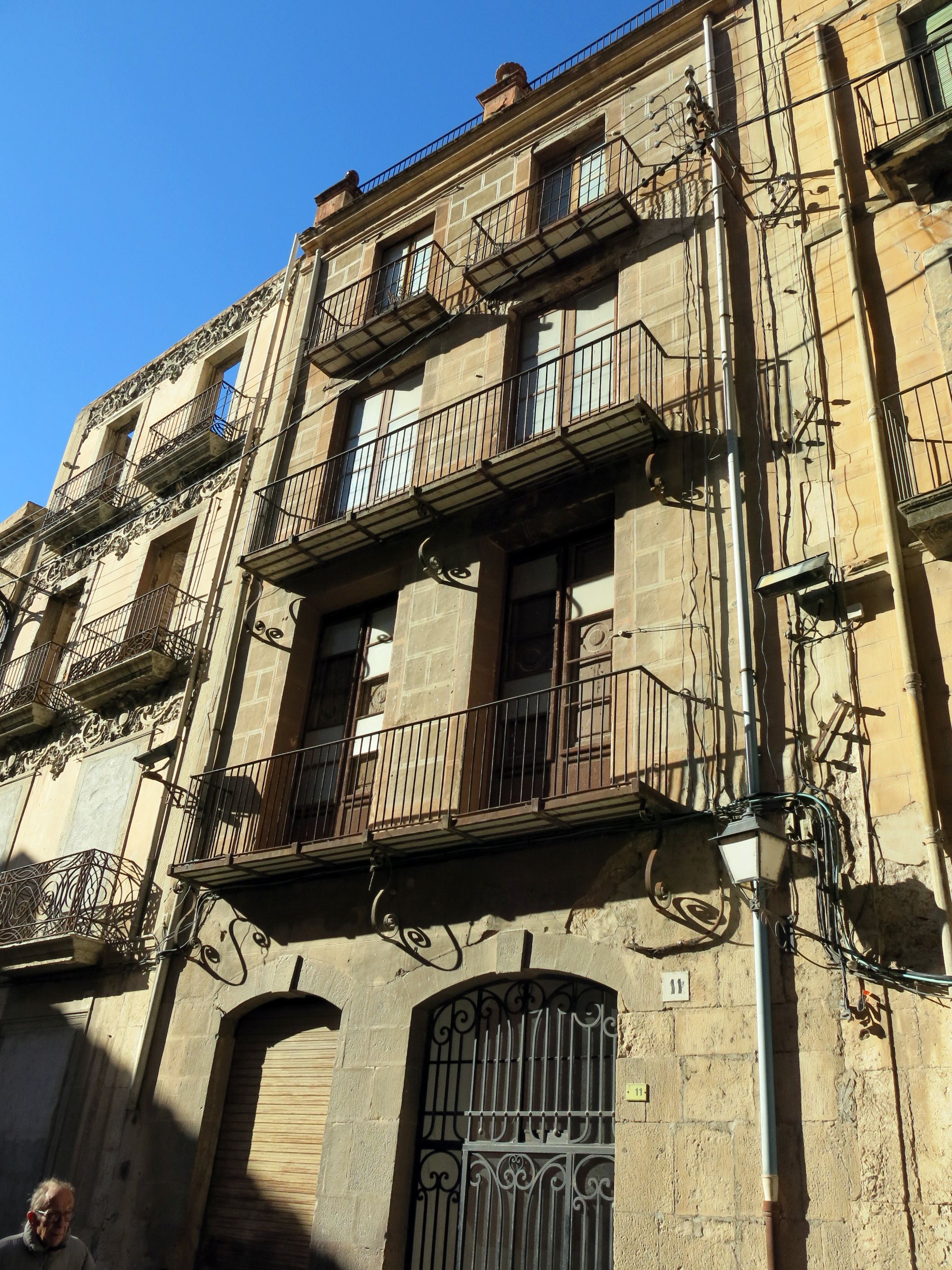
Casa Ferreres, 1808 (carrer Croera, 11; desapareguda)
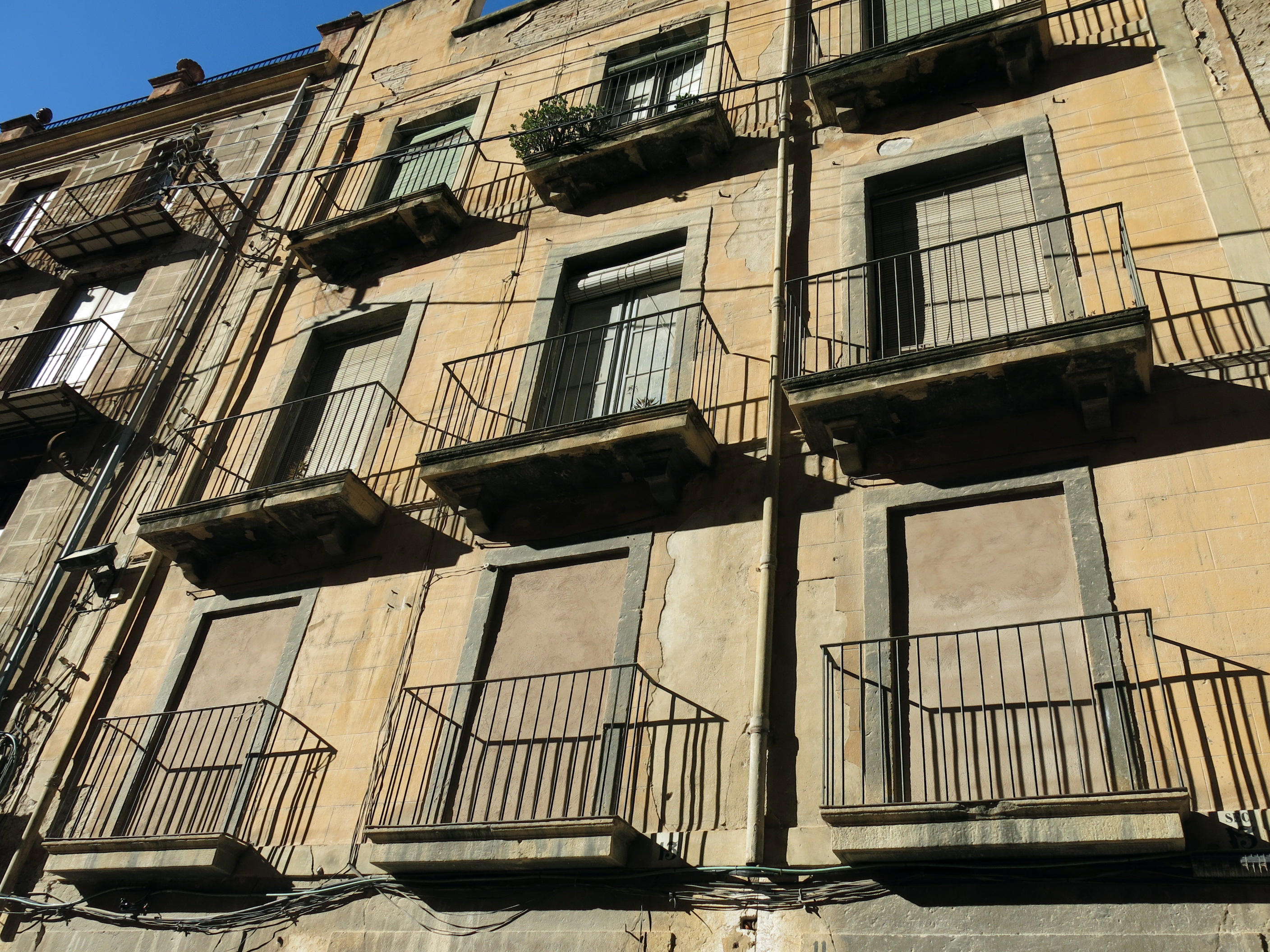
Edifici al carrer de la Croera, 13; desaparegut.
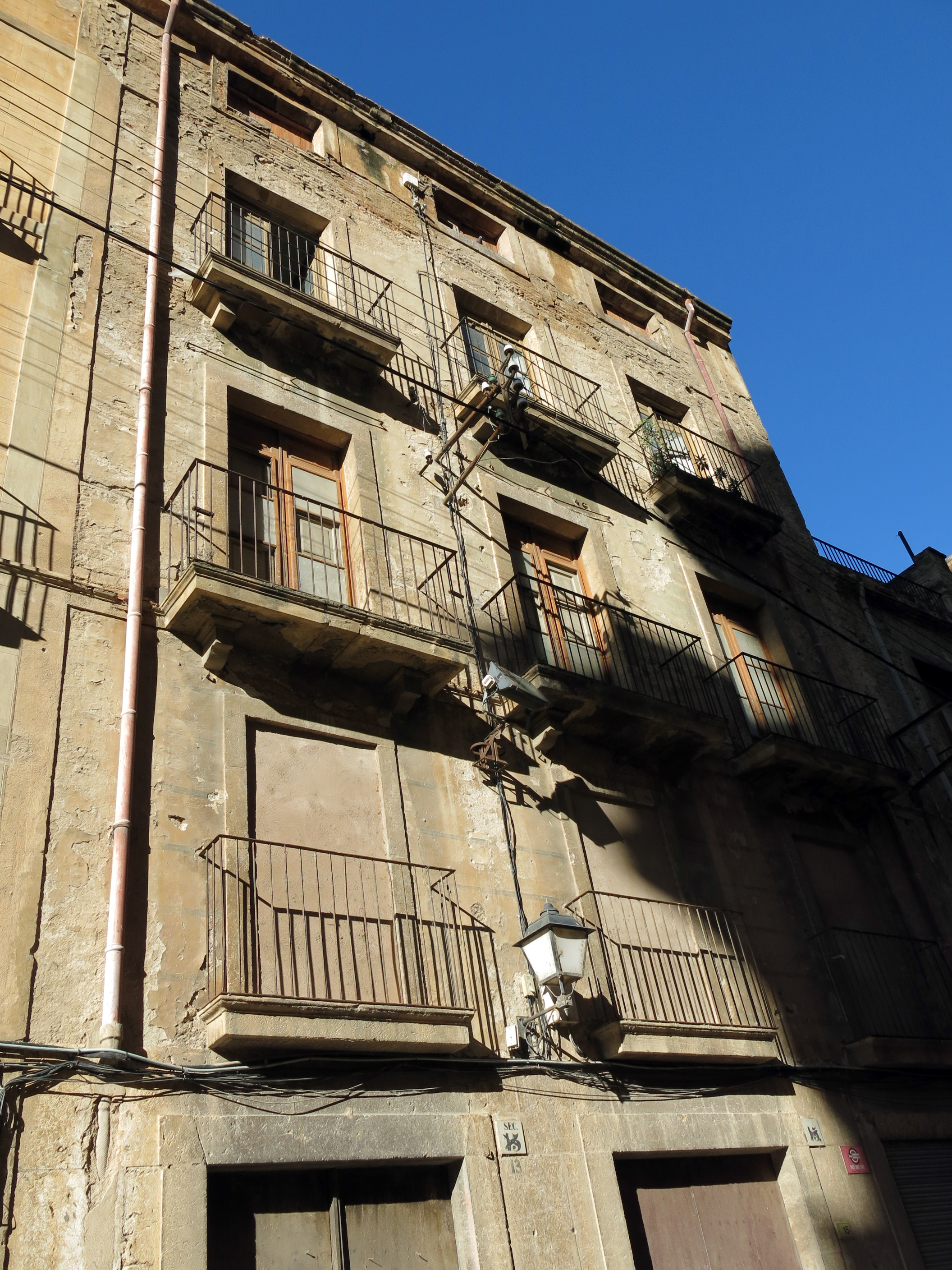
Edifici al carrer de la Croera, 15; desaparegut.
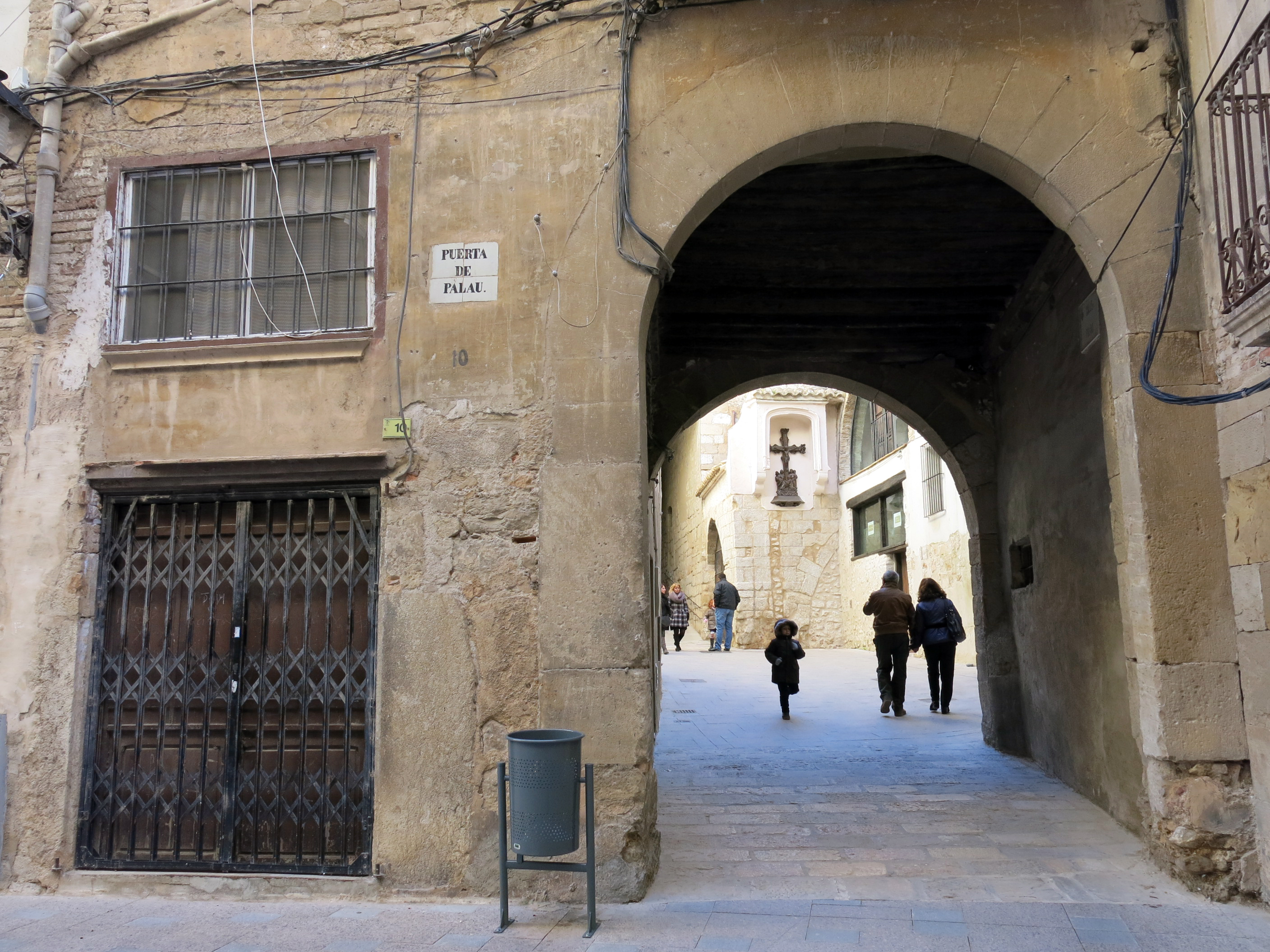
Portal de Palau (1780), accés al museu de la catedral.